# Riksby
Riksby – dzielnica (stadsdel) Sztokholmu, położona w jego zachodniej części (Västerort) i wchodząca w skład stadsdelsområde Bromma. Graniczy z dzielnicami Bällsta, Mariehäll, Ulvsunda industriområde, Ulvsunda, Abrahamsberg, Åkeslund, Åkeshov, Norra Ängby, Bromma Kyrka i Eneby.
Według danych opublikowanych przez gminę Sztokholm, 31 grudnia 2020 r. Riksby liczyło 4274 mieszkańców. Powierzchnia dzielnicy wynosi łącznie 3,74 km², z czego 0,04 km² stanowią wody.
Na terenie dzielnicy położone są stacje Brommaplan i Abrahamsberg (zielona linia (T17 i T19) sztokholmskiego metra) oraz port lotniczy Sztokholm-Bromma.